# Christiane Maier Reinhard
Christiane Maier Reinhard, Taufname Christiane Barbara Martina Maier (* 12. Dezember 1950 in Mannheim), ist eine deutsche-Schweizer Bildende Künstlerin, Kunstlehrerin und Autorin.

## Leben und Werk
Christiane Mayer Reinhard studierte an der Pädagogischen Hochschule in Heidelberg und an der Universität in Tübingen. Ihre Ausstellungstätigkeit begann sie 1986 in Mannheim. 
1991 zog sie nach Basel und arbeitete wiederholt mit ihrem Ehemann, der seit 1969 freischaffende Künstler Ruedi Reinhard (1940–2018), zusammen.
Christiane Mayer Reinhard unterrichtete von 1998 bis 2013 u. a. an der Pädagogischen Hochschule FHNW. Ihre Werke stellte sie in zahlreichen Einzel- und Gruppenausstellungen im In- und Ausland aus.